# Krutoy Media
Krutoy Media — российский радиовещательный холдинг. В состав холдинга входят национальные радиовещательные сети Love Radio, «Радио Дача», «Радио Шансон», «Радио Русский Хит», «Такси FM», «Восток FM» и «Первое Спортивное радио».
Совокупная ежедневная аудитория холдинга на всей территории России — более 17 млн человек, еженедельная — 38,8 млн человек (в городах с населением 0+).
Krutoy Media организует мероприятия под собственным брендом — Big Love Show, «Удачные песни», «Шансон года», «Ээхх, Разгуляй!», «Бархатный Шансон», «Звёзды Востока», а также концерты в честь государственных, городских праздников и другие проекты.
С 2000 (по некоторым данным — с ноября 1999) по 14 мая 2020 года генеральный директор холдинга — Юлия Голубева.
С 15 мая 2020 по 21 мая 2024 года генеральный директор холдинга — Евгений Марченко.
С 22 мая 2024 года генеральный директор холдинга — Эдуард Оганесян.

## История
- Холдинг АРС создан в 2000 году (по некоторым данным — в ноябре 1999 года) Игорем Крутым.
- Первая радиостанция холдинга — Love Radio — начала вещание на частоте 106,6 FM в Москве 28 июля 2000 года.
- В 2002—2011 гг. холдинг был держателем контрольного пакета акций музыкального телеканала «Муз-ТВ». В 2007 году 75 % акций телеканала перешли в собственность Алишера Усманова, 25 % остаются в активе «АРС».
- В 2002—2008 гг. холдинг проводил имиджевые концерты радиостанции Love Radio в честь Дня всех влюбленных — Love Story.
- 1 ноября 2006 года началось вещание второй радиостанции холдинга — «Радио Дача».
- В 2009 году 14 февраля в Москве в спортивном комплексе «Олимпийский» и 15 февраля в Санкт-Петербурге в Ледовом дворце впервые проходит мероприятие радиостанции Love Radio — Big Love Show. С 2009 г. в концерте ежегодно принимают участие звезды российской поп-музыки.
- В 2011—2016 гг. холдинг организует концерты под брендом «Радио Дача» — «Disco Дача», с 2017 года по настоящее время — «Удачные песни».
- 7 июня 2011 года на частоте 96,4 FM в Москве началось вещание еще одной радиостанции холдинга — «Такси FM» (ранее на этой частоте осуществлялось вещание других радиостанций холдинга — «М-Радио» и «X-FM»).
- С 5 апреля 2012 года холдинг получил название Krutoy Media (по фамилии основателя — Игоря Крутого).
- 29 января 2013 года компании, подконтрольные Михаилу Гуцериеву, приобрели доли в юридических лицах, владеющих лицензией на радиовещание радиостанций в составе холдинга Krutoy Media.[3]
- Летом 2016 года под управление холдинга Krutoy Media передана радиостанция «Весна FM». До этого радиостанция входила в состав медиахолдинга «Изюм» (вещание было запущено в 2012 году).
- В 2017 году к холдингу присоединяется радиостанция «Восток FM» (ведет историю с 12 ноября 2012 года, до 2017 года была под управлением медиахолдинга «Изюм»).
- В 2018 году в состав холдинга вошла радиостанция «Русский Хит» (ранее — «Столица FM», с октября 2016 года по 2018 год была в структуре медиахолдинга «Изюм», подконтрольного Михаилу Гуцериеву).
- Учредители радиостанции «Русский Хит» — известные продюсеры, композиторы и музыканты, в том числе Виктор Дробыш, Игорь Крутой, Игорь Матвиенко, Иосиф Пригожин, Яна Рудковская, Леонид Агутин, Николай Басков, Дима Билан, Валерия, Филипп Киркоров, Стас Михайлов, Николай Расторгуев.
- В марте 2018 года генеральный директор холдинга Krutoy Media Юлия Голубева назначена на должность генерального директора радиостанции «Русский Хит».[4]
- В 2020 году холдинг Krutoy Media и первая радиостанция — Love Radio — отмечают 20-летие. В честь этого в феврале состоялся большой уикенд Big Love Show в Москве, Санкт-Петербурге, Казани, Екатеринбурге. В шоу приняли участие: Дима Билан, Zivert, Полина Гагарина, Тимати, Artik & Asti, Сергей Лазарев, Егор Крид, JONY, NILETTO, Ёлка, Мот, Burito, HammAli & Navai, Ханна, Звонкий, Мари Краймбрери, Rauf & Faik, Юлианна Караулова, Natan, Артём Качер, NЮ и другие артисты.[5]

- В конце декабря 2021 года на частоте «Весна FM» начало вещание новое спортивно-музыкальное радио «Первое Спортивное радио» под управлением Александра Кузмака.[6]

## Сейлз-хаус
В июле 2018 года принято решение о создании единого сейлз-хауса федеральных радиоактивов Михаила Гуцериева.
Сейчас собственный сейлз-хаус холдинга Krutoy Media реализует полный комплекс рекламных услуг как для радиостанций холдинга (Love Radio, «Радио Дача», «Русский Хит», «Восток FM», «Такси FM», «Весна FM»), так и для радиоканалов «Звезда» и «Говорит Москва». Подразделение сейлз-хауса «КМ Регион» осуществляет мультилокальные продажи.

## Награды
В 2012 году генеральный директор холдинга — Юлия Голубева — стала лауреатом премии «Медиа-Менеджер России» за высокие показатели востребованности бренда «Радио Дача» в регионах.
В 2014 году генеральный продюсер Krutoy Media — Андрей Трофимов — стал обладателем премии «Медиа-Менеджер России» за успешную реализацию концепции «Радио Дача».
«Радио Дача» — лауреат премии «Радиомания-2015» за профессиональное мастерство и самое значительное увеличение аудитории среди музыкальных радиостанций России в сезоне 2014—2015 гг.
По итогам премии «Радиомания-2018» награда в номинации «Радиошоу» досталась утреннему шоу «Красавцы Love Radio», а концерт «Big Love Show 2018» признан лучшим в номинации «Продвижение радиостанции, неэфирный проект».

## Активы
В состав холдинга Krutoy Media входят:
- «Love Radio»;
- «Радио Дача»;
- «Радио Шансон»;
- «Русский Хит»;
- «Восток FM»;
- «Такси FM»;
- «Радио Спорт Москва»[13];
- Студия аудиопроизводства Love Production;
- Сейлз-хаус;
- Структурное подразделение по планированию и закупке эфирного времени на любой радиостанции во всех городах России и стран СНГ («КМ РЕГИОН»).

## Внеэфирные проекты холдинга
- Big Love Show;
- «Удачные Песни»;
- «Звезды Востока»;
- «Эх, Разгуляй».